# Acanthocreagris balearica
Espèce
Synonymes
- Microcreagris balearica Beier, 1961

Acanthocreagris balearica est une espèce de pseudoscorpions de la famille des Neobisiidae.

## Distribution
Cette espèce est endémique de Minorque aux îles Baléares en Espagne.

## Description
Acanthocreagris balearica mesure de 2,5 à 3 mm.

## Systématique et taxinomie
Cette espèce a été décrite sous le protonyme Microcreagris balearica par Beier en 1961. Elle est placée dans le genre Acanthocreagris par Mahnert en 1976.

## Étymologie
Son nom d'espèce lui a été donné en référence au lieu de sa découverte, les îles Baléares.

## Publication originale
- Beier, 1961 : Nochmals über iberische und marokkanische Pseudoscorpione. Eos, vol. 37, no 4/6, p. 21-39 (texte intégral).